# São Pedro de Fins de Tamel
São Pedro de Fins de Tamel ist ein Ort und eine ehemalige Gemeinde (Freguesia) im nordportugiesischen Kreis Barcelos. Die Gemeinde hatte 537 Einwohner (Stand 30. Juni 2011).
Im Zuge der Gebietsreform am 29. September 2013 wurden die Gemeinden Tamel (São Pedro de Fins) und Campo zur neuen Gemeinde União das Freguesias de Campo e Tamel (São Pedro Fins) zusammengefasst.